# Ngadha
Ngadha, ook Ngada, Nad'a, Nga'da, Bajava, Badjava, Bajawa of Rokka, is een Austronesische taal die door ongeveer 60.000 (1995) mensen wordt gesproken in zuid-centraal Flores in het gebied tussen Manggarai, Ende en Li'o. Flores is een eiland dat onderdeel is van de Kleine Soenda-eilanden van Indonesië).

## Classificatie
- Austronesische talen (1268)
  - Malayo-Polynesische talen (1248)
    - Centraal-Oostelijke talen (708)
      - Centraal-Malayo-Polynesische talen (168)
        - Bima-Soembatalen (27)
          - Ngadha
            - Centraal Ngadha
            - Ngadha Bajawa
            - Zuid Ngada

Anakalangu · Bimanees · Dhao · Ende-Liotalen (4) · Kamberaas · Kepo' · Kodisch · Komodo · Lambojaas · Laura · Mamboru · Manggarai · Ngadha · Oost-Ngadha · Paluees · Rajong · Rembong · Riung · Rongga · Savunees · So'a · Wadjewaas · Wae Rana · Wanukaka